# كريستال مايرز
كريستال مايرز (بالإنجليزية: Krystal Meyers)‏ هي كاتبة أغاني ومغنية وملحنة أمريكية، ولدت في 31 يوليو 1988 في مقاطعة أورانج في الولايات المتحدة.

## وصلات خارجية
- الموقع الرسمي
- كريستال مايرز على موقع ميوزك برينز (الإنجليزية)
- كريستال مايرز على موقع ديسكوغز (الإنجليزية)